# 敖德薩 (密蘇里州)
敖德薩（英語：Odessa）是位於美國密蘇里州拉法葉縣的城市。

## 人口
根據2020年美國人口普查的數據，敖德薩的面積為10.69平方千米，當中陸地面積為10.61平方千米，而水域面積為0.08平方千米。當地共有人口5593人，而人口密度為每平方千米523人。